# Black Clough (Cant Clough Beck)
Der Black Clough ist ein Wasserlauf in Lancashire, England. Er entsteht an der Nordostseite des Worsthorne Moor und fließt in nördlicher Richtung. Bei seinem Zusammentreffen mit dem Rams Clough bildet er den Cant Clough Beck.